# Eucera commixta
Eucera commixta är en biart som beskrevs av Dalla Torre och Heinrich Friese 1895. Eucera commixta ingår i släktet långhornsbin, och familjen långtungebin. Inga underarter finns listade i Catalogue of Life.